# Antonivka, Djankoi
Antonivka (în ucraineană Антонівка) este un sat în comuna Prostorne din raionul Djankoi, Republica Autonomă Crimeea, Ucraina.

## Demografie
Componența lingvistică a localității Antonivka
     Rusă (53,85%)
     Tătară crimeeană (28,21%)
     Ucraineană (17,95%)
Conform recensământului din 2001, majoritatea populației localității Antonivka era vorbitoare de rusă (53,85%), existând în minoritate și vorbitori de tătară crimeeană (28,21%) și ucraineană (17,95%).